# Струнье (Солоникский сельсовет)
Стру́нье (бел. Стру́нне) — деревня в Полоцком районе Витебской области Беларуси. В составе Солоникского сельсовета. Население — 95 человек (2019).

## География
Деревня примыкает к юго-восточной окраине Полоцка, фактически являясь его пригородом.
Струнье расположено в 7 км к востоку от Софийского собора.
Через деревню проходит ж/д линия Полоцк — Витебск, однако в самой деревне платформы нет, ближайшая станция «Сосница» в 2 км к западу. Также через деревню проходит автодорога Полоцк — Оболь.

### Гидрография
Южнее деревни в 1 км протекает река Западная Двина.

## История
Первое упоминание в источниках о Струнье относится к 1552 году, деревня упомянута в «Полоцкой ревизии», однако усматривается, что основана она намного раньше.
Опись 1614 года упоминает, что имение Струнье принадлежало князьям Радзивиллам, однако уже в 1618 году Струнье было собственностью униатского архиепископа полоцкого Иосафата Кунцевича. C этого времени имение Струнье со всеми прилежащими землями принадлежало полоцким униатским епископам и постепенно превращалось в их резиденцию, сначала летнюю, а затем и постоянную. Поместье обеспечивало продуктами полоцкий базилианский монастырь, а позднее и духовную семинарию.

Около 1749 года завершено строительство большого трёхэтажного кирпичного здания архиепископской резиденции на берегу Двины. В конце XVIII века построена Крестовоздвиженская церковь.
22 мая 1780 года российская императрица Екатерина II, во время путешествия по новообретенным путем инкорпорации территориям Речи Посполитой встретилась с Полоцким униатским архиепископом Я. Смогоржевским.
В результате второго раздела Речи Посполитой (1793) Струнье оказалось в составе Российской империи. Резиденция униатских епископов действовала до 1833 года, когда скончался последний униатский епископ Я. Мартусевич. В том же году была создана православная Полоцкая епархия, а униаты под давлением властей переведены в православие. В 1839 году усадьба униатских архиепископов и все имущество в Струнье изъяты государством, Крестовоздвиженская церковь стала православной. В 1870—1890-х по проекту архитектора А. Н. Клементьева бывшее здание резиденции переделано в тюрьму на 400 человек, которая располагалась здесь до 1918 года.
С 1906 года — волостной центр. В 1936 году было разобрано здание Крестовоздвиженской церкви, фрагменты резиденции полоцких архиепископов также были полностью утрачены.

## Население

### Численность
- 2019 год — 95 жителей

### Динамика
- 2019 год — 95 жителей (перепись населения)

## Достопримечательность
- Фрагменты кальварии у резиденции полоцких митрополитов.
- Могила лётчика И. С. Страшинского[5] —  Историко-культурная ценность Республики Беларусь, шифр 213Д000687. Погиб при освобождении Полоцкого района 3 июля 1944 года. Стела установлена в 1947 году.

## Галерея
- Воздвиженская церковь в 1915 году
- Фрагменты кальварии у резиденции полоцких митрополитов. Фото С. М. Прокудина-Горского. 1912
- На въезде в Струнье